# Arnie Oliver
Pour les articles homonymes, voir Oliver.
Arnie Oliver (surnommé Lucky Arnie), de son vrai nom Arnold Oliver (né le 22 mai 1907 à New Bedford (Massachusetts) et mort le 16 octobre 1993 dans la même ville), était un joueur américain de soccer.

## Biographie

### Carrière en club
Oliver, fils d'immigrés britanniques, commence sa carrière avec les New Bedford Quisset Mill à l'âge de 14 ans. Il joue ensuite aux Shawsheen Indians, un club amateur local qui rejoint les professionnels de l'American Soccer League en 1925. Cependant, Oliver part pour Defenders Club, qui remporte en 1926 la National Amateur Cup. Après la finale de cette coupe amateur, Oliver redevient un professionnel en signant pour les New Bedford Whalers. Il ne joue qu'un match avec eux et, en 1927, change de club pour les Hartford Americans. L'équipe est sortie de la ligue après seulement 10 matchs et Oliver part au J&P Coats pour la fin de la saison. Il passe la plupart de la saison 1928-1929 avec les J&P Coats, mais la finit avec New Bedford Whalers. Oliver part ensuite pour les Pawtucket Rangers à la fin 1929. À la fin de 1930, il commence une nouvelle saison chez les Marksmen avant d'être transféré chez les Providence Gold Bugs. Au printemps 1931, il joue avec Fall River F.C., puis aux Pawtucket Rangers à la fin 1931. Certaines sources disent qu'Oliver met un terme à sa carrière en American Soccer League en 1931, tandis que d'autres disent 1935. Elles sont pourtant toutes d'accord pour dire qu'il finit sa carrière avec le club amateur de Santo Christo en 1938.

### Équipe nationale
En 1930, Oliver est appelé en équipe nationale des USA pour la coupe du monde 1930. Il ne joue pas un seul match lors du tournoi mais joue plusieurs matchs non officiels durant la tournée en Amérique latine de l'après-coupe du monde. Mais aucun de ces matchs n'est officialisé comme match international.

### Entraîneur
Après sa retraite de joueur, Oliver devient entraîneur. En 1966, il devient le premier entraîneur de l'équipe masculine d'UMass Dartmouth, de la création de l'équipe en 1966 jusqu'à la saison 1969. Oliver inscrit un record de 40 victoires, 11 matchs nuls et seulement 2 défaites.
Oliver est introduit au National Soccer Hall of Fame en 1968, au New England Soccer Hall of Fame en 1981, et au UMass Dartmouth Hall of Fame en 1997.